# Yelicones variegatus
Yelicones variegatus är en stekelart som beskrevs av Areekul och Donald L.J. Quicke 2004. Yelicones variegatus ingår i släktet Yelicones och familjen bracksteklar. Inga underarter finns listade i Catalogue of Life.